# Casey Robertson

a Compétitions nationales et continentales officielles uniquement.

b Matchs officiels uniquement.
Dernière mise à jour le 8 mai 2023.
Casey Robertson, née le 24 février 1981, est une joueuse néo-zélandaise de rugby à XV, de 1,73 m, occupant les postes de troisième ligne centre ou de pilière pour l'équipe de province de Canterbury et en sélection nationale pour l'équipe de Nouvelle-Zélande.

## Biographie
Elle a fait ses débuts internationaux en 2002 lors de la Coupe du monde 2002.
Elle a joue pendant douze ans avec la sélection néo-zélandaise, et dispute quatre Coupes du monde (2002, 2006, 2010 et 2014), remportant les trois premières.

## Palmarès
- 38 sélections en équipe de Nouvelle-Zélande.
- Championne du monde en 2002, 2006 et 2010.